# Lilla Cabot Perry
Lilla Cabot Perry (Boston, 1848. január 13. – Hancock, New Hampshire, 1933. február 28.) amerikai impresszionista festő.

## Pályafutása
Gazdag és befolyásos bostoni családba született. Apja, Samuel Cabot, neves sebészorvos volt. 1874-ben feleségül ment Thomas Sergeant Perryhez, aki a Harvard Egyetem irodalomprofesszora volt. A házaspárnak három gyermeke született, akik gyakorta  szerepeltek Cabot Perry festményein. 
Lilla Cabot Perry 1886-ban kezdett el festészetet tanulni, először magánórákon, később pedig a bostoni Cowles School of Arton.
Művészi fejlődésére a legfontosabb hatást Claude Monet gyakorolta. A Perry család sok éven át a franciaországi Givernyben nyaralt, Monet otthonának közelében. A francia impresszionista összebarátkozott Cabot Perryvel és a mentora lett. Monet tanácsolta azt Cabot Perrynek, hogy az első benyomását egy jelenetről inkább mindjárt a festővászonra, mint a vázlatfüzetébe rögzítse. Perry az ilyen órák révén sajátította el az impresszionista technikákat. Miután visszatért Bostonba Monet egyik, a franciaországi Étretat-ról készült képével, Perry előadások tartásával és az impresszionista mozgalomról szóló esszék publikálásával ösztönözte az amerikaiak érdeklődését Monet és a többi impresszionista iránt. Gyakran biztatta gazdag amerikai barátait arra, hogy vásároljanak Monet festményeiből.
1893 és 1901 között Cabot Perry Tokióban élt, ahol férje angol irodalmat tanított. Ez idő alatt több mint 80 japán témájú képet festett, munkáiba japán és kínai festészeti technikákat is beépített. 
Későbbi korszakának festményein a New Hampshire-i Hancock közelében található tájképek szerepelnek.
1933-ban, öt évvel férje halála után, Hancockban hunyt el.

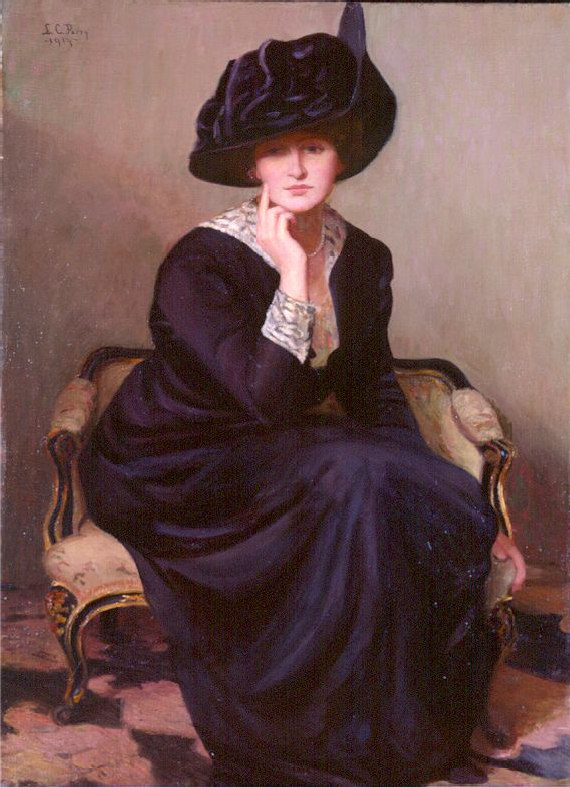
A fekete kalap (1914)